# تعمية متعددة الألفبائيات

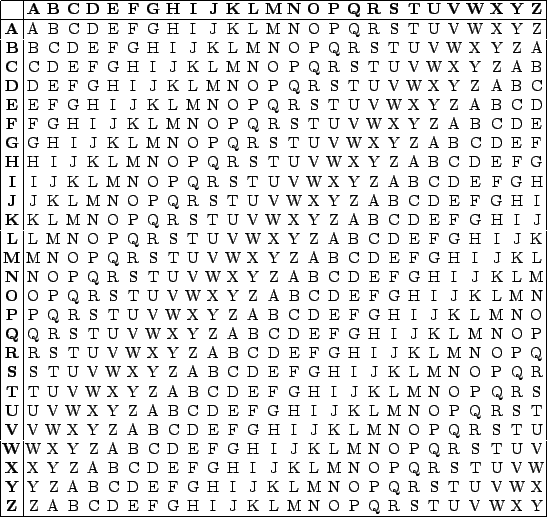
"الجدول المستقيم" لِيوهانس تريثيموس

التعمية المتعددة الألفبائيات (بالإنجليزية: Polyalphabetic cipher) هي من أنواع التعمية بالإعاضة يُستخدم فيها إبدال متعدد الألفبائيات. تعتبر آلة إنجما ذات نظام أعقد ولكنها تعتمد على التعمية المتعددة الألفبائيات.